# William Petty Landsdowne
William Petty Fitzmaurice, 1er marqués de Lansdowne, (2 de mayo de 1737, Dublín-7 de mayo de 1805, Berkeley Square, Londres; conocido como el conde de Shelburne entre 1761 y 1784, título por el que se le conoce generalmente en la historia), fue un estadista whig británico nacido en Irlanda que fue el primer ministro del Interior en 1782 y luego primer ministro en 1782-1783 durante los últimos meses de la Guerra de Independencia de Estados Unidos. Logró asegurar la paz con Estados Unidos y esta hazaña sigue siendo su legado más notable.
Hijo de John FitzMaurice, primer conde de Kerry (Irlanda) y de Anne Petty, hija y heredera de William Petty. William Petty no tuvo descendencia masculina, así que transmitió el apellido y los títulos a John, que se convirtió así en conde de Shelburne. Fue nombrado vizconde FitzMaurice en 1751 y conde de Shelburne en 1753.
Después de estudiar en Christ Church (Oxford) de la Universidad de Oxford, entró en el ejército para servir en la Guerra de los siete años como coronel y ayudante de campo del rey (1760). Fue elegido diputado por Wycombe en 1761 y entró en la Cámara de los Comunes, pero la muerte de su padre le llevó a la Cámara de los Lores como segundo conde de Shelburne y barón de Wycombe.
Formó parte del gobierno de William Pitt, obteniendo el cargo de Secretario de Estado (1766-1768), donde defendió una política de conciliación hacia las colonias norteamericanas, lo que motivó que fuera relevado del cargo.
En 1782, aceptó formar parte del gobierno de Lord Rockingham si el rey reconocía a los Estados Unidos de América. En el curso de su mandato, Lord Rockingham murió; Shelburne le reemplazó como primer ministro. Su proposición de ley sobre el libre cambio entre Inglaterra y los Estados Unidos le puso en dificultades por la oposición de Fox y Lord North. Tuvo que dimitir en 1783.
Impulsó la formación de un grupo intelectual de disidentes y radicales, denominado Bowood Circle por su residencia campestre de Bowood House.
- Datos: Q312573
- Multimedia: William Petty, 2nd Earl of Shelburne / Q312573